# Визуелно споразумијевање
Визуелно представља ријеч латинског поријекла и означава видни. У основи визуелног споразумијевања су симболи и знакови. 

## Појам и значење
Визуелно је ријеч латинског поријекла и значи видни. То је оно памћење које се ослања на чуло вида. На горњем дијелу рачунарског екрана можете видјети много различитих знакова које називамо иконицама. Служе нам за рад на рачунару. Људи из различитих дијелова свијета тако разумију одређене знакове, и могу користити рачунар. Постоје и разни други знаци а неке виђамо и на телевизији. Они служе да означе, на примјер, спортске дисциплине, или, можда, неке дјелатности у природи.

## Врсте знакова
Постоји више врста знакова. На примјер саобраћајни знак или знак питања. И слова су такође врста знакова. Даље, климање главом је знак одобравања:ада желимо да кажемо да, климнемо главом. И то је једна врста знака. Махање руком представља знак поздрава. Такође знаци су и плус(+), минус(-), пута(x), једнако(=). Сама ријеч знак има везе са значењем. Сваки знак има своје значење. Сваки знак нам говори нешто. Није важно да ли је то покрет руком, главом, нешто нацртано, одштампано, неки натпис, нека црта или круг. Битно је да нам нешто говори, да нам нешто поручује.

## Симболи
Симбол је ознака за нешто. На примјер, нацртано срце носи неку поруку, нешто значи. Видјели сте више пута нацртано срце и у њему уписано неко име. Када га видите, помислите на љубав! Срце, само по себи, није љубав, већ је само симбол који означава љубав. Знаци и симболи су много важнији него што можете да замислите.

## Историјат симбола
Прије много милиона година, људи нису знали да говоре као ми сада. Споразумијевали су се помоћу само неколико најважнијих знакова:гласовима, покретима руку и ногу. Постепено смо развијали систем знакова за споразумијевање, који је постајао све сложенији, јер су осјећали потребу да једни другима саопштавају све сложеније мисли. Тако је постепено настао језик. Касније су измишљени знакови који могу да се забиљеже на кори дрвета, камену, на кости или у глини. Тако су настала прва писма, па су говор људи, њихово знање и идеје могли прецизно да се забиљеже и тиме сачувају од заборава. То је много помогло да људска врста почне да се развија све брже. У данашње доба, ми смо окружени најразноврснијим знацима и симболима и, због сналажења у животу, неопходно их је разумјети.